# Groupe F des éliminatoires du Championnat d'Europe de football 2024
 (décembre 2022).
Navigation
- A
- B
- C
- D
- E
- F
- G
- H
- I
- J

Le groupe F des éliminatoires du Championnat d'Europe de football 2024 est l'un des dix groupes qui décideront quelles équipes se qualifieront pour la phase finale de l'Euro 2024 en Allemagne. Le groupe F comprend cinq équipes : la Belgique, l'Autriche, la Suède, l'Azerbaïdjan et l'Estonie. Les équipes s'affronteront à domicile et à l'extérieur dans un tournoi toutes rondes.
Les deux meilleures équipes se qualifieront directement pour le tournoi final. Les participants aux barrages seront déterminés en fonction de leurs performances dans la Ligue des nations de l'UEFA 2022-2023.

## Classement
| Rang | Équipe      | Pts | J | G | N | P | Bp | Bc | Diff |  | Résultats (▼ dom., ► ext.) |     |     |      |     |     |
| ---- | ----------- | --- | - | - | - | - | -- | -- | ---- |  | -------------------------- | --- | --- | ---- | --- | --- |
| 1    | Belgique    | 20  | 8 | 6 | 2 | 0 | 22 | 4  | +18  |  | Belgique                   |     | 1-1 | 1-1* | 5-0 | 5-0 |
| 2    | Autriche    | 19  | 8 | 6 | 1 | 1 | 17 | 7  | +10  |  | Autriche                   | 2-3 |     | 2-0  | 4-1 | 2-1 |
| 3    | Suède       | 10  | 8 | 3 | 1 | 4 | 14 | 12 | +2   |  | Suède                      | 0-3 | 1-3 |      | 5-0 | 2-0 |
| 4    | Azerbaïdjan | 7   | 8 | 2 | 1 | 5 | 7  | 17 | -10  |  | Azerbaïdjan                | 0-1 | 0-1 | 3-0  |     | 1-1 |
| 5    | Estonie     | 1   | 8 | 0 | 1 | 7 | 2  | 22 | -20  |  | Estonie                    | 0-3 | 0-2 | 0-5  | 0-2 |     |

- Le match Belgique/Suède a été arrêté à 1-1 à la mi-temps pour des raisons de sécurité, deux supporters suédois ayant été tués dans une fusillade terroriste à Bruxelles avant le match ; le score a été confirmé plus tard comme final[2],[3].

## Matchs
La liste des matches sera publiée par l'UEFA le 10 octobre 2022, le jour après le tirage au sort organisé à Francfort,,. Les heures sont CET/CEST, comme indiqué par l'UEFA (les heures locales, si elles sont différentes, sont entre parenthèses).

## Résultats et calendrier
| 1re journée        | Suède                                                        | 0 - 3   | Belgique                                                                   | Friends Arena, Solna                                                             |                                                                                  |
| 24 mars 2023 20h45 |                                                              | (0 - 1) | 35e Lukaku (Lukebakio ) · 49e Lukaku (Lukebakio ) · 82e Lukaku (Bakayoko ) | Spectateurs : 49 296 Arbitrage : Orel Grinfeeld Arbitre vidéo : Roi Reinshreiber | Spectateurs : 49 296 Arbitrage : Orel Grinfeeld Arbitre vidéo : Roi Reinshreiber |
| 24 mars 2023 20h45 | Olsson 38e · Gustafson 62e · Lindelöf 78e · Kulusevski 90+4e | Rapport |                                                                            | Spectateurs : 49 296 Arbitrage : Orel Grinfeeld Arbitre vidéo : Roi Reinshreiber | Spectateurs : 49 296 Arbitrage : Orel Grinfeeld Arbitre vidéo : Roi Reinshreiber |

| 24 mars 2023 | Autriche                                                                                   | 4 - 1   | Azerbaïdjan                                                                     | Raiffeisen Arena, Linz                                                               |                                                                                      |
| 20h45        | ( Baumgartner) Sabitzer 28e · Gregoritsch 29e · Sabitzer 50e · ( Sabitzer) Baumgartner 69e | (2 - 0) | 64e Makhmudov                                                                   | Spectateurs : 16 500 Arbitrage : Bartosz Frankowski Arbitre vidéo : Paweł Raczkowski | Spectateurs : 16 500 Arbitrage : Bartosz Frankowski Arbitre vidéo : Paweł Raczkowski |
| 20h45        | Wöber 15e                                                                                  | Rapport | 32e Cafarquliyev · 45e Makhmudov · 45+3e Richard · 50e Israfilov · 81e Dadashov | Spectateurs : 16 500 Arbitrage : Bartosz Frankowski Arbitre vidéo : Paweł Raczkowski | Spectateurs : 16 500 Arbitrage : Bartosz Frankowski Arbitre vidéo : Paweł Raczkowski |

| 2e journée         | Suède | 5 - 0   | Azerbaïdjan                     | Friends Arena, Solna                                                              |                                                                                   |
| 27 mars 2023 20h45 | ( Gyökeres) Forsberg 38e · Mustafazadə 65e (csc) · ( Karlström) Gyökeres 79e · Karlsson 88e · Elanga 89e | (1 - 0) |                                 | Spectateurs : 23 674 Arbitrage : Stéphanie Frappart Arbitre vidéo : Benoît Millot | Spectateurs : 23 674 Arbitrage : Stéphanie Frappart Arbitre vidéo : Benoît Millot |
| 27 mars 2023 20h45 | Gyökeres 24e                                                                                             | Rapport | 28e Cafarguliyev · 45+1e Isayev | Spectateurs : 23 674 Arbitrage : Stéphanie Frappart Arbitre vidéo : Benoît Millot | Spectateurs : 23 674 Arbitrage : Stéphanie Frappart Arbitre vidéo : Benoît Millot |

| 27 mars 2023 | Autriche                                            | 2 - 1   | Estonie                                  | Raiffeisen Arena, Linz                                                      |                                                                             |
| 20h45        | ( Posch) Kainz 68e · ( Baumgartner) Gregoritsch 88e | (0 - 1) | 25e Sappinen (Zenjov )                   | Spectateurs : 16 500 Arbitrage : Enea Jorgji Arbitre vidéo : Daniele Chiffi | Spectateurs : 16 500 Arbitrage : Enea Jorgji Arbitre vidéo : Daniele Chiffi |
| 20h45        |                                                     | Rapport | 33e Paskotši · 57e Käit · 80e Sinyavskiy | Spectateurs : 16 500 Arbitrage : Enea Jorgji Arbitre vidéo : Daniele Chiffi | Spectateurs : 16 500 Arbitrage : Enea Jorgji Arbitre vidéo : Daniele Chiffi |

| 3e journée                 | Azerbaïdjan                 | 1 - 1   | Estonie                | Dalga Arena, Bakou                                                         |                                                                            |
| 17 juin 2023 18h00 (20h00) | ( Makhmudov) Krivotsyuk 62e | (0 - 1) | 27e Sappinen (Miller ) | Spectateurs : 3 900 Arbitrage : Ondřej Berka Arbitre vidéo : Benoît Millot | Spectateurs : 3 900 Arbitrage : Ondřej Berka Arbitre vidéo : Benoît Millot |
| 17 juin 2023 18h00 (20h00) | Bayramov 71e                | Rapport | 42e Mets · 90+2e Käit  | Spectateurs : 3 900 Arbitrage : Ondřej Berka Arbitre vidéo : Benoît Millot | Spectateurs : 3 900 Arbitrage : Ondřej Berka Arbitre vidéo : Benoît Millot |

| 17 juin 2023 | Belgique                | 1 - 1   | Autriche                                                    | Stade Roi Baudouin, Bruxelles                                                      |                                                                                    |
| 20h45        | ( Lukebakio) Lukaku 62e | (0 - 1) | 22e (csc) Mangala                                           | Spectateurs : 39 237 Arbitrage : Jérôme Brisard Arbitre vidéo : Stéphanie Frappart | Spectateurs : 39 237 Arbitrage : Jérôme Brisard Arbitre vidéo : Stéphanie Frappart |
| 20h45        | Lukaku 90+5e            | Rapport | 32e Wöber · 53e Posch · 69e X. Schlager · 90+1e A. Schlager | Spectateurs : 39 237 Arbitrage : Jérôme Brisard Arbitre vidéo : Stéphanie Frappart | Spectateurs : 39 237 Arbitrage : Jérôme Brisard Arbitre vidéo : Stéphanie Frappart |

| 4e journée         | Autriche                                                       | 2 - 0   | Suède | Stade Ernst-Happel, Vienne                                                  |                                                                             |
| 20 juin 2023 20h45 | ( Grillitsch) Baumgartner 81e · ( Gregoritsch) Baumgartner 89e | (0 - 0) |       | Spectateurs : 46 300 Arbitrage : Marco Guida Arbitre vidéo : Marco Di Bello | Spectateurs : 46 300 Arbitrage : Marco Guida Arbitre vidéo : Marco Di Bello |
| 20 juin 2023 20h45 | Posch 12e                                                      | Rapport |       | Spectateurs : 46 300 Arbitrage : Marco Guida Arbitre vidéo : Marco Di Bello | Spectateurs : 46 300 Arbitrage : Marco Guida Arbitre vidéo : Marco Di Bello |

| 20 juin 2023  | Estonie                                  | 0 - 3   | Belgique                                                                | A. Le Coq Arena, Tallinn                                                 |                                                                          |
| 20h45 (21h45) |                                          | (0 - 2) | 37e Lukaku (Vranckx ) · 40e Lukaku (Theate ) · 90e Bakayoko (Carrasco ) | Spectateurs : 11 772 Arbitrage : John Beaton Arbitre vidéo : David Coote | Spectateurs : 11 772 Arbitrage : John Beaton Arbitre vidéo : David Coote |
| 20h45 (21h45) | Sinyavskiy 23e · Ojamaa 27e · Tunjov 74e | Rapport | 4e Castagne · 22e Vranckx                                               | Spectateurs : 11 772 Arbitrage : John Beaton Arbitre vidéo : David Coote | Spectateurs : 11 772 Arbitrage : John Beaton Arbitre vidéo : David Coote |

| 5e journée                     | Azerbaïdjan   | 0 - 1   | Belgique                     | Dalga Arena, Bakou                                                            |                                                                               |
| 9 septembre 2023 15h00 (17h00) |               | (0 - 1) | 38e Carrasco (Bakayoko )     | Spectateurs : 4 500 Arbitrage : Nenad Minaković Arbitre vidéo : Novak Simović | Spectateurs : 4 500 Arbitrage : Nenad Minaković Arbitre vidéo : Novak Simović |
| 9 septembre 2023 15h00 (17h00) | Sheydayev 78e | Rapport | 90+2e Doku · 90+2e Batshuayi | Spectateurs : 4 500 Arbitrage : Nenad Minaković Arbitre vidéo : Novak Simović | Spectateurs : 4 500 Arbitrage : Nenad Minaković Arbitre vidéo : Novak Simović |

| 9 septembre 2023 | Estonie  | 0 - 5   | Suède | A. Le Coq Arena, Tallinn                                                       |                                                                                |
| 20h45 (21h45)    |          | (0 - 3) | 18e Gyökeres (Wahlqvist ) · 24e Kulusevski (Forsberg ) · 39e Isak (Sema ) · 75e Quaison (Kulusevski ) · 90+2e Claesson (Karlsson ) | Spectateurs : 11 411 Arbitrage : Horațiu Feșnic Arbitre vidéo : Ovidiu Hațegan | Spectateurs : 11 411 Arbitrage : Horațiu Feșnic Arbitre vidéo : Ovidiu Hațegan |
| 20h45 (21h45)    | Mets 14e | Rapport | 21e Hien | Spectateurs : 11 411 Arbitrage : Horațiu Feșnic Arbitre vidéo : Ovidiu Hațegan | Spectateurs : 11 411 Arbitrage : Horațiu Feșnic Arbitre vidéo : Ovidiu Hațegan |

| 6e journée              | Belgique | 5 - 0   | Estonie  | Stade Roi Baudouin, Bruxelles                                                   |                                                                                 |
| 12 septembre 2023 20h45 | ( Carrasco) Vertonghen 4e · ( Lukaku) Trossard 18e · ( Mangala) Lukaku 56e · ( Theate) Lukaku 58e · ( Doku) De Ketelaere 88e | (2 - 0) |          | Spectateurs : 24 127 Arbitrage : Bartosz Frankowski Arbitre vidéo : Piotr Lasyk | Spectateurs : 24 127 Arbitrage : Bartosz Frankowski Arbitre vidéo : Piotr Lasyk |
| 12 septembre 2023 20h45 | De Ketelaere 70e | Rapport | 41e Mets | Spectateurs : 24 127 Arbitrage : Bartosz Frankowski Arbitre vidéo : Piotr Lasyk | Spectateurs : 24 127 Arbitrage : Bartosz Frankowski Arbitre vidéo : Piotr Lasyk |

| 12 septembre 2023 | Suède                  | 1 - 3   | Autriche                                                                      | Friends Arena, Solna                                                             |                                                                                  |
| 20h45             | ( Kulusevski) Holm 90e | (0 - 0) | 53e Gregoritsch (Posch ) · 56e Arnautović (Sabitzer ) · 69e (pen.) Arnautović | Spectateurs : 43 228 Arbitrage : Serdar Gözübüyük Arbitre vidéo : Pol van Boekel | Spectateurs : 43 228 Arbitrage : Serdar Gözübüyük Arbitre vidéo : Pol van Boekel |
| 20h45             |                        | Rapport | 45e Mwene                                                                     | Spectateurs : 43 228 Arbitrage : Serdar Gözübüyük Arbitre vidéo : Pol van Boekel | Spectateurs : 43 228 Arbitrage : Serdar Gözübüyük Arbitre vidéo : Pol van Boekel |

| 7e journée                    | Estonie                            | 0 - 2   | Azerbaïdjan                                          | A. Le Coq Arena, Tallinn                                                       |                                                                                |
| 13 octobre 2023 18h00 (19h00) |                                    | (0 - 2) | 9e Bayramov (Cafarquliyev ) · 45+4e (pen.) Sheydayev | Spectateurs : 5 652 Arbitrage : Robert Schröder Arbitre vidéo : Benjamin Brand | Spectateurs : 5 652 Arbitrage : Robert Schröder Arbitre vidéo : Benjamin Brand |
| 13 octobre 2023 18h00 (19h00) | Pikk 18e · Käit 68e · Vetkal 90+1e | Rapport | 22e Makhmudov · 40e Mammadov · 45e Emreli            | Spectateurs : 5 652 Arbitrage : Robert Schröder Arbitre vidéo : Benjamin Brand | Spectateurs : 5 652 Arbitrage : Robert Schröder Arbitre vidéo : Benjamin Brand |

| 13 octobre 2023 | Autriche                                  | 2 - 3   | Belgique                                                                   | Stade Ernst-Happel, Vienne                                                                 |                                                                                            |
| 20h45           | Laimer 72e · Sabitzer 84e (pen.)          | (0 - 1) | 12e Lukebakio (Castagne ) · 55e Lukebakio (Carrasco ) · 58e Lukaku (Doku ) | Spectateurs : 47 000 Arbitrage : Jesús Gil Manzano Arbitre vidéo : Carlos del Cerro Grande | Spectateurs : 47 000 Arbitrage : Jesús Gil Manzano Arbitre vidéo : Carlos del Cerro Grande |
| 20h45           | Grillitsch 15e · Seiwald 54e · Laimer 77e | Rapport | 24e Mangala · 36e, 78e Onana · 63e Castagne · 79e Lukaku                   | Spectateurs : 47 000 Arbitrage : Jesús Gil Manzano Arbitre vidéo : Carlos del Cerro Grande | Spectateurs : 47 000 Arbitrage : Jesús Gil Manzano Arbitre vidéo : Carlos del Cerro Grande |

| 8e journée                    | Azerbaïdjan                                                                        | 0 - 1   | Autriche                                                      | Stade Tofiq-Béhramov, Bakou                                                                  |                                                                                              |
| 16 octobre 2023 18h00 (20h00) |                                                                                    | (0 - 0) | 48e (pen.) Sabitzer                                           | Spectateurs : 4 446 Arbitrage : Aristotelis Diamantopoulos Arbitre vidéo : Angelos Evangelou | Spectateurs : 4 446 Arbitrage : Aristotelis Diamantopoulos Arbitre vidéo : Angelos Evangelou |
| 16 octobre 2023 18h00 (20h00) | Diniyev 57e · Krivotsyuk 84e · Bayramov 88e · Magomedaliyev 90+2e · Sheydaev 90+3e | Rapport | 90+2e, 90+4e Baumgartner · 90+2e Burgstaller · 90+3e Sabitzer | Spectateurs : 4 446 Arbitrage : Aristotelis Diamantopoulos Arbitre vidéo : Angelos Evangelou | Spectateurs : 4 446 Arbitrage : Aristotelis Diamantopoulos Arbitre vidéo : Angelos Evangelou |

| 16 octobre 2023 | Belgique          | 1 - 1   | Suède        | Stade Roi Baudouin, Bruxelles                                                    |                                                                                  |
| 20h45           | Lukaku 31e (pen.) | (1 - 1) | 15e Gyökeres | Spectateurs : N/A Arbitrage : Maurizio Mariani Arbitre vidéo : Aleandro Di Paolo | Spectateurs : N/A Arbitrage : Maurizio Mariani Arbitre vidéo : Aleandro Di Paolo |
| 20h45           |                   | Rapport | 36e Svanberg | Spectateurs : N/A Arbitrage : Maurizio Mariani Arbitre vidéo : Aleandro Di Paolo | Spectateurs : N/A Arbitrage : Maurizio Mariani Arbitre vidéo : Aleandro Di Paolo |

| 9e journée                     | Estonie | 0 - 2   | Autriche                                       | A. Le Coq Arena, Tallinn                                                     |                                                                              |
| 16 novembre 2023 18h00 (19h00) |         | (0 - 2) | 26e Laimer (Schlager ) · 40e Lienhart (Alaba ) | Spectateurs : 4 488 Arbitrage : Nikola Dabanović Arbitre vidéo : Mario Zebec | Spectateurs : 4 488 Arbitrage : Nikola Dabanović Arbitre vidéo : Mario Zebec |
| 16 novembre 2023 18h00 (19h00) | Rapport |         |                                                | Spectateurs : 4 488 Arbitrage : Nikola Dabanović Arbitre vidéo : Mario Zebec | Spectateurs : 4 488 Arbitrage : Nikola Dabanović Arbitre vidéo : Mario Zebec |

| 16 novembre 2023 | Azerbaïdjan                                                                       | 3 - 0   | Suède                        | Stade Tofiq-Béhramov, Bakou                                                    |                                                                                |
| 18h00 (21h00)    | ( Dadashov) Makhmudov 3e · ( Isayev) Dadashov 6e · ( Magomedaliyev) Makhmudov 89e | (2 - 0) |                              | Spectateurs : 5 570 Arbitrage : Esther Staubli Arbitre vidéo : Lukas Fähndrich | Spectateurs : 5 570 Arbitrage : Esther Staubli Arbitre vidéo : Lukas Fähndrich |
| 18h00 (21h00)    | Sheydayev 29e · Mustafazada 56e · Magomedaliyev 72e · Krivotsyuk 90+2e            | Rapport | 46e Kulusevski · 52e Cajuste | Spectateurs : 5 570 Arbitrage : Esther Staubli Arbitre vidéo : Lukas Fähndrich | Spectateurs : 5 570 Arbitrage : Esther Staubli Arbitre vidéo : Lukas Fähndrich |

| 10e journée            | Belgique | 5 - 0   | Azerbaïdjan                            | Stade Roi Baudouin, Bruxelles                                             |                                                                           |
| 19 novembre 2023 18h00 | ( Doku) Lukaku 17e · ( Castagne) Lukaku 26e · ( Faes) Lukaku 30e · ( Mangala) Lukaku 37e · ( Doku) Trossard 90e | (4 - 0) |                                        | Spectateurs : 30 276 Arbitrage : Gergo Bogár Arbitre vidéo : Tamás Bognár | Spectateurs : 30 276 Arbitrage : Gergo Bogár Arbitre vidéo : Tamás Bognár |
| 19 novembre 2023 18h00 | Theate 22e · Vranckx 45e                                                                                        | Rapport | 20e, 24e Israfilov · 86e Magomedaliyev | Spectateurs : 30 276 Arbitrage : Gergo Bogár Arbitre vidéo : Tamás Bognár | Spectateurs : 30 276 Arbitrage : Gergo Bogár Arbitre vidéo : Tamás Bognár |

| 19 novembre 2023 | Suède                                                   | 2 - 0   | Estonie                | Friends Arena, Solna                                                              |                                                                                   |
| 18h00            | ( Augustinsson) Claesson 22e · ( Claesson) Forsberg 55e | (1 - 0) |                        | Spectateurs : 11 201 Arbitrage : Fabio Maresca Arbitre vidéo : Gianluca Aureliano | Spectateurs : 11 201 Arbitrage : Fabio Maresca Arbitre vidéo : Gianluca Aureliano |
| 18h00            | Helander 72e                                            | Rapport | 69e Kuusk · 90+1e Poom | Spectateurs : 11 201 Arbitrage : Fabio Maresca Arbitre vidéo : Gianluca Aureliano | Spectateurs : 11 201 Arbitrage : Fabio Maresca Arbitre vidéo : Gianluca Aureliano |

## Statistiques

### Buteurs
14 buts               
- Romelu Lukaku (dont 1 penalty)

4 buts     
- Marcel Sabitzer (dont 2 penalties)

3 buts    
- Christoph Baumgartner
- Emin Makhmudov
- Viktor Gyökeres

2 buts   
- Michael Gregoritsch
- Marko Arnautović (dont 1 penalty)
- Konrad Laimer
- Dodi Lukebakio
- Leandro Trossard
- Rauno Sappinen
- Emil Forsberg
- Viktor Claesson

1 but  
- Florian Kainz
- Philipp Lienhart
- Anton Krivotsyuk
- Toral Bayramov
- Ramil Sheydayev (dont 1 penalty)
- Renat Dadashov
- Johan Bakayoko
- Yannick Carrasco
- Jan Vertonghen
- Charles De Ketelaere
- Jesper Karlsson
- Anthony Elanga
- Dejan Kulusevski
- Alexander Isak
- Robin Quaison
- Emil Holm

but contre son camp  (csc)
- Bahlul Mustafazada (contre la Suède)
- Orel Mangala (contre l'Autriche)

### Passeurs
4 passes décisives 
- Jérémy Doku

3 passes décisives 
- Dodi Lukebakio
- Yannick Carrasco

2 passes décisives 
- Christoph Baumgartner
- Stefan Posch
- Marcel Sabitzer
- Johan Bakayoko
- Timothy Castagne
- Orel Mangala
- Arthur Theate
- Dejan Kulusevski

1 passe décisive 
- Florian Grillitsch
- Xaver Schlager
- David Alaba
- Emin Makhmudov
- Elvin Cafarguliyev
- Renat Dadashov
- Aleksei Isayev
- Shakhruddin Magomedaliyev
- Wout Faes
- Romelu Lukaku
- Aster Vranckx
- Sergei Zenjov
- Martin Miller
- Viktor Gyökeres
- Jesper Karlström
- Linus Wahlqvist
- Emil Forsberg
- Ken Sema
- Jesper Karlsson
- Ludwig Augustinsson
- Viktor Claesson

## Discipline
Un joueur est automatiquement suspendu pour le prochain match pour les infractions suivantes:
- Recevoir un carton rouge (les suspensions du carton rouge peuvent être prolongées pour des infractions graves)
- Recevoir trois cartons jaunes dans trois matches différents, ainsi qu'après le cinquième et tout carton jaune suivant (les suspensions pour carton jaune ne sont pas reportées aux barrages, aux finales ou à tout autre match international futur)

Les suspensions suivantes ont été (ou seront) purgées lors des matches de qualification:
| Joueurs | Cartons | Suspensions |
| ------- | ------- | ----------- |
|         |         |             |